# مخلاف الحبيشية
مخلاف الحبيشية أحد المخاليف اليمنية القديمة التي كان معمول بها في تسمية تقاسيم المناطق اليمنية في العهد الإسلامي قبل سيطرة العثمانيين على اليمن عام 1538 واحتلال بريطانيا لعدن عام 1839 
وهو أحد مخاليف «قضاء رداع»، في سنة1357 سلخ الإمام يحيى حميد الدين من قضاء رداع مخلاف الحبيشية  وجعلهما ناحية مركزها دمت بعد أن أضيف إليهما عزلتا أزال والبكرة من مخلاف عمار، وعزلة منقير وعزلة مكنة من مخلاف العود، وأضافها إلى «لواء إب» (حالياً محافظة إب)

## خلفية
كانت اليمن تقسم إلى العديد من المخاليف وبعد سيطرة العثمانيين على اليمن قسموها إلى 4 ألوية يقسم اللواء إلى عدة أقضية ونواحي، وتغيرت الألوية في العهد الجمهوري والوحدة إلى محافظات والنواحي إلى مديريات.